# Emil Adolf von Behring
Emil Adolf von Behring (n. 15 martie 1854, Hansdorf - d. 31 martie 1917, Marburg) a fost un bacteriolog și serolog german, care a descoperit împreună cu japonezul Kitasato Shibasaburo serul antitetanic. În anul 1890, împreună cu Paul Ehrlich, a descoperit antitoxina difterică. Pentru meritele sale a primit în anul 1901 premiul Nobel pentru medicină.